# Frank Buckles
Frank Woodruff Buckles (Bethany, 1º febbraio 1901 – Charles Town, 27 febbraio 2011) è stato un militare statunitense.
È stato l'ultimo veterano individuato e certificato di nazionalità statunitense ad aver combattuto nella prima guerra mondiale. Nell’ultimo periodo ha vissuto a Charles Town, in Virginia Occidentale, nella Gap View Farm, ed è stato presidente onorario della Fondazione Memoriale della Prima guerra mondiale.

## Biografia

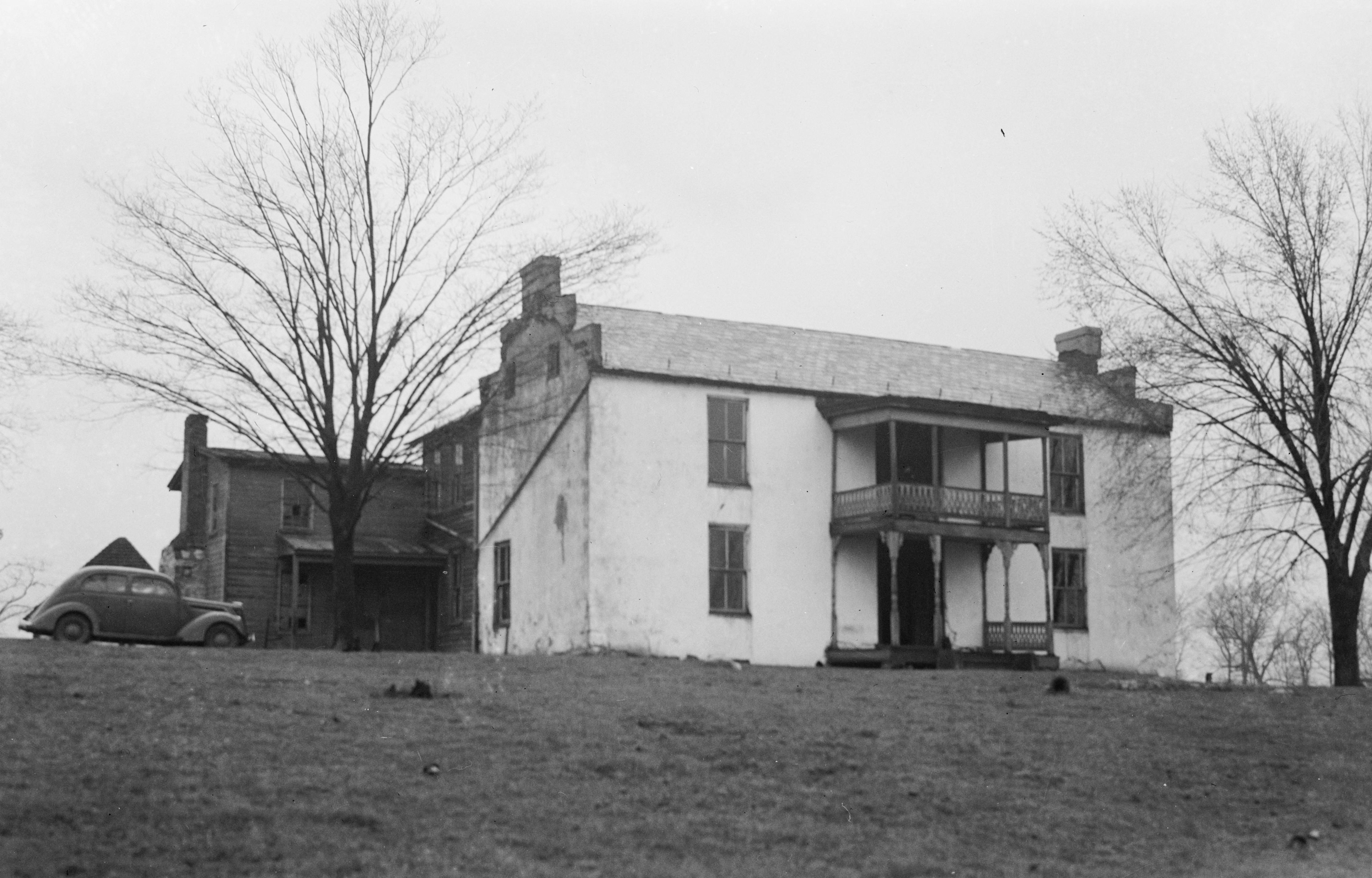
Vista degli anni '30 della Gap View Farm dove nacque Buckles.

Buckles è nato a Bethany in Missouri. Si è arruolato nell'Esercito degli Stati Uniti all'inizio del coinvolgimento americano alla prima guerra mondiale, nell'aprile 1917. Appena sedicenne, a Buckles fu chiesto dal suo reclutatore di mostrare un certificato di nascita, al che egli tergiversò riuscendo a eludere il controllo e ottenere così l'arruolamento. Ammesso nell'esercito, fu poi escluso dal Corpo dei Marines a causa della sua corporatura troppo esile e quindi assegnato ai servizi automobilistici. Nel 1917 fu inviato in Europa a bordo della RMS Carpathia, la stessa nave che aveva recuperato i sopravvissuti del naufragio del Titanic nel 1912. Durante la guerra Buckles servì in Inghilterra e in Francia, guidando ambulanze e motocicli per l'esercito. Dopo l'armistizio del 1918, scortò i prigionieri di guerra tedeschi nuovamente in Germania. Dopo essere stato congedato nel 1919, fu presente alla dedica nel Museo Nazionale della Prima guerra mondiale di Kansas City, in onore degli americani caduti durante il conflitto, cerimonia durante la quale incontrò il generale John Pershing, comandante di tutte le forze americane in Francia.
Buckles visse in Germania dal 1936 al 1938 e incontrò Adolf Hitler. Nel 1920 Buckles lavorò per la White Star Line in Canada. Durante la seconda guerra mondiale ha lavorato come civile per una compagnia di navigazione americana nelle Filippine. Fu catturato dai giapponesi nel 1942 e trascorse i successivi tre anni al campo di prigionia di Los Banos. Venne liberato il 23 febbraio 1945. Nel 1953 si sposò e comperò oltre trecento acri di terra e una fattoria nel Virginia Occidentale. Sua moglie morì nel 1999. La coppia ebbe una figlia.
Buckles ha vissuto fino alla morte a Charles Town, in Virginia Occidentale. Concesse numerose interviste anche in tarda età. Nel 2007, a 106 anni, attribuì la sua longevità alla sincerità, alla speranza e alla quiete.
La Biblioteca del Congresso incluse nella sua Storia dei Veterani alcuni progetti audio e video su di lui. Prese parte al Memorial Day nel 2007. Il 6 marzo 2008 ha avuto un incontro con il Presidente degli Stati Uniti George W. Bush alla Casa Bianca; lo stesso giorno ha presenziato all'apertura di una mostra a Pentagono con le foto dei nove superstiti della prima guerra mondiale creata dallo storico e fotografo David DeJonge. Fu il più anziano insignito della Legion d'onore francese (aveva 103 anni).
Buckles si è impegnato nel tentativo di ottenere la costruzione, a Washington, di un monumento commemorativo e ricordo dei 4.734.991 soldati statunitensi che combatterono nella prima guerra mondiale ed in particolare dei 116.561 che vi persero la vita.
È morto il 27 febbraio 2011, all'età di 110 anni e 26 giorni.
Contravvenendo, per la seconda volta nella storia, al rigido regolamento interno di ammissione, Buckles ha ottenuto di essere sepolto nel Cimitero nazionale di Arlington; l'altra eccezione fu fatta per il Milite Ignoto statunitense.